# Vipio trimaculatus
Vipio trimaculatus är en stekelart som beskrevs av Cameron 1906. Vipio trimaculatus ingår i släktet Vipio och familjen bracksteklar. Inga underarter finns listade i Catalogue of Life.